# Bydgoski Blues & Folk Festiwal
Bydgoski Blues & Folk Festiwal – festiwal muzyki bluesowe i folkowej, organizowany od 2002 r. w Bydgoszczy.

## Charakterystyka
Pierwsza edycja festiwalu pod nazwą Bydgoski Festiwal Bluesowy odbyła się w maju 2002 r. w klubie „Savoy” w Bydgoszczy. Jego inicjatorami byli: Paweł Kranc i Jacek Herzberg, a od strony organizacyjnej patronował Wojewódzki Ośrodek Kultury w Bydgoszczy. Festiwalowe spotkanie zainaugurował występ duetu: Wojciech Hamkało (gitarzysta i wokalista) i Tomasz Kalemba (harmonijka ustna).
Kolejne edycje festiwalu odbywały się co roku w muzycznych klubach bydgoskich: „Savoy” (2003), „Kuźnia” (2004), „Monarchia” (2005), „Eljazz” i „Węgliszek” (2006, 2007). W 2008 r. formułę imprezy poszerzono o amerykańską muzykę folkową, zmieniając też nazwę festiwalu na Bydgoski Blues & Folk Festiwal. W tym roku festiwal odbył się w klubie „Lizard King”, rok później w Akademickiej Przestrzeni Kulturalnej WSG, a w 2010 r. także w „Kawiarni Artystycznej Węgliszek”. W 2011 r. po raz pierwszy koncerty zorganizowano także poza Bydgoszczą: w Nakle i Pakości.